# Estação Pueblo Nuevo (Metro de Madrid)
Pueblo Nuevo é uma estação da linha 5 e da linha 7 do Metro de Madrid.

## História
A estação da Linha 5 abriu para o público em 28 de maio de 1964, e a da Linha 7 em julho de 1974.